# Ștefan Golescu
Ștefan Golescu (Câmpulung, 1809 — Nancy, 27 de agosto de 1874) foi um político romeno da Valáquia, que ocupou o cargo de primeiro-ministro entre 26 de novembro de 1867 e 12 de maio de 1868.